# Рідний зільник
«Рідний зільник» — ілюстрований літературний збірник. Видав Василь Лукич. Львів, коштом Т-ва «Просвіта», 1891. 136 с.
9 портр., з них 3 літогр., 4 мал., з них І літогр.

## Автори і твори
1. Олесницький Є. Товариству «Просвіта» ("Руськѵ землю пітьма вкрила. "), с. 1.
2. Чайченко В. [Грінченко Б. Д.]. Оповідання про Павла Хлібороба, с. З—13.
3. Устиянович К. Н. Під нинішню хвилю: («Над Славутицев біля руїни ..»), с. 14—15.
4. Руданський С. Вельямін. (Історична поема). («То не туман, то не сірий…»), с. 16—17.
5. Масляк В. І. Всі враз! («Нащадки козачі1 Двигнемся всі враз…»), с. 18.
6. Й-н Аркадій їв. Поклик. («Гей, вкраїнці, erne наша живе річ святая…»), с. 19.
7. Філаретів О. Забута могила ("Над бистримОпором, поблиз Гребенова.. "), с. 19—21.
8. Спілка Ів. Козацька виправа на Кафу. (Історичне оповідання), с 21—44.
9. Глібов Л. Осел і соловей («Раз у вишневому садочку. .»), с. 44—45; Снігур і синичка. ("Снігур в гаю гуляючи . "), с. 45—46.
10. Чайченко В. [Грінченко Б. Д.). Кузьмина. (Народна казка). («В селі невеликім жила собі тихо…»), с. 46—50; Хора. («Мамусю, кохано, ти плачеш? бач — сльози…»), с. 50—51
11. Лиманський В. [Мова В.]. Заполнена пісня ("Люлі, люлі, дитиночко.. "), с. 51—52, На степи. ("Темна ніч стоїть надворі . "), с 53—57
12. Рихвицький М. Весняна думка. («Ні, не бажаю я забути…»), с. 58.
13. Матеріал етнографічний Щедрівка. («Ой чи є, чи нема пан господарь вдома…»), с. 58—59 Щедрівка. («Та в господаря у єго хаті, — он дай боже…»), с 59—60. Народний переказ про Хмельницького. [Записав Тимотей Бордуляк], с 60—63. — «Ой лісом лісом, та н дубиною…». [Пісня], с 63 "Зацвіла черешня, з неї цвіт упав. |Пісня], с. 63—64. — «Нікому так не гаразд…» [Пісня), с. 64. "Викопав я нирниченьку . " [Пісня], с. 64.
14. Чайченко В. |Грінченко Б. Д.]. Поезії в прозі І. С. Тургенева: Старець. («Я йшов вулицею. . мене зупинив старець…»), с. 66; Черепки. («Розкішна, шшіпоосяяна мли. .»), с 67; Милостиня. («Недалеко від великого міста…»), с. 67—68.
15. Александров В- Псалом XVIII. («Возлюблю тебе, мій боже…»), с 68—70.
16. Ю. Р-н. Настя (Оповідання). Пер. Василь Лукич, с. 71—83
17. Старий Данило. Вельможа (Після А Міцкевича). ("Із зеленого саду з думов тяжков про зраду. "), с. 83—84.
18. Українка Леся. Переклади з Гейне: "Коли настав чудовий май . ", с 86, «І рожу, її лілею, і сонце, й голубку…», с. 86, "Тебе, моя любко єдина ", с 86; «Співав соловейко і липа цвіла…», с. 86; "Цілуй, а не клянись мені ", с 87, «Чого іак поблідли ті рожі ясні…», с. 87.
19. Головатий М. (Продовження перекладів з Генне]: "Не жаль мені — най серце розіб'є. с. 87, «В гебе і діаманти, і перли…», с. 87, «Як тільки дивлюсь я в твої оченята…», с 87, «Якби тільки квітоньки знали…», с. 88, "З мого тяжкого суму складаю я пісні «, с 88
20. Коцюбинський М. [Продовження перекладів з Гейне]: „Як красно на світі“ Як небо блищить'», с 88, «Загрій мої груди недужі…», с 88
21. Кримський Л. [Продовження перекладів з Гейне]: "Ввійшов я в світлицю, де мила с. 88; "Хто кохає й нещасливо с. 88; "По лісі блукаю і плачу ", с. 88—89, "Рибалонько гарненька' ", с 89, "Чи'я вночі на ліжку с. 89, «Серце, серце, не нудися..» с. 89 — Ярошинська Є. Весільні обичяі буковинсько-руського народу в наддністрянських околицях. (Стаття], с 89—103.
22. Спілка І. Колись і тепер. (Оповідання). с 103—114.
23. Домонтарь. Замітні русини Мітрополнт Сильвестр Сембрагович, с 115—116, ІОліан Лавровськші, " с і 16—119, Олександр Барвінський, с. 119—129
24. Лукич Василь. [Продовження статей «Замітці русини»}: Леонід Глібов, с 129—131; Василь Чайченко (Б Д, Грінченко], с 131.
25. Артист. (Продовження статей «Замітці русини»] Іван Тобілевич Карпенко-Карий, с. 131—132.
26. Бать К. (Продовження статей «Замітці русини»]: Данило Мордовець, с 132—133, Грицько Запаренюк, с 133—136
27. Смішне. (9 анекдотів), с. 136.